# Red Hat Satellite
Red Hat Satellite — платформа для управління інфраструктурою Linux-серверів, яка заснована на вільному проекті Katello ,котрий прийшов на зміну Spacewalk. Продукт дозволяє організувати інвентаризацію обладнання і програмного забезпечення, автоматизувати установку і оновлення ПЗ на групі віртуальних або фізичних систем, централізовано керувати файлами конфігурації, здійснювати моніторинг, управляти роботою віртуальних машин, автоматизувати установку типових конфігурацій системи, організувати мережеве завантаження і оновлення групи машин.
До складу Red Hat Satellite входять такі відкриті компоненти:
- Foreman — забезпечення роботи та управління життєвим циклом фізичних і віртуальних систем, автоматична конфігурація систем з використанням сценаріїв kickstart і модулів Puppet, збір даних для звітності, діагностики проблем та аудиту.
- Katello — управління репозиторіями і підписками на платне ПЗ, забезпечує вирішення завдань, пов'язаних із завантаженням контенту, дозволяє підтримувати різні версії контенту і застосовувати їх для заданих систем;
- Candlepin — використовуваний в Katello інструментарій для управління підписками;
- Pulp — використовувана в Katello платформа, що відповідає за роботу репозиторіїв, управління контентом, таким як пакунки програм, і доставку контенту великому числу споживачів;
- Hammer — інструментарій командного рядка з реалізацією типових функцій з вебінтерфейсу;
- REST API — програмний інтерфейс для написання надбудов та інтеграції зі стороннім ПЗ;
- Capsule — сервіси з реалізацією деяких первинних функцій Satellite, включаючи організацію роботи зі сховищем, DNS, DHC і конфігураціями у Puppet. Capsule може виступати в ролі проксі або надавати інтегровані в Satellite Server сервіси.